# Мищенко, Василий Константинович
Васи́лий Константи́нович Ми́щенко (род. 22 июля 1955, Шолоховский, Ростовская область, СССР) — советский и российский актёр и режиссёр театра и кино, кинопродюсер. Заслуженный артист Российской Федерации (2001). Младший брат Виктора Мищенко.

## Биография
Василий Мищенко родился и вырос на Дону в шахтёрском посёлке Шолоховский в рабочей семье. Поступил в Волгограде на курсы артистов театра юного зрителя. Через год ушёл на срочную службу, а отслужив её, уехал в Москву.
В 1980 году окончил Государственный институт театрального искусства имени А. В. Луначарского (первый выпуск курса О. Табакова).
С 1981 года - в труппе Московского театра «Современник».
В 1980 году снялся в фильме режиссёра Сергея Соловьёва «Спасатель», получившем награду Венецианского кинофестиваля. С тех пор активно снимается в кино, а с 1998 года занимается кинорежиссурой.
С 1990-х по 2010-е годы озвучивал рекламные ролики (Best Direct, Teleshop, TV Sale и другие).
В 2009 году в качестве режиссёра поставил в театре Гоголя спектакль «А поутру они проснулись» по неоконченной повести Василия Шукшина.
С 2015 по 2017 год — руководитель мастерской «Режиссура кино и телевидения» во ВГИКе.
С 2019 года — преподаватель в Институте театрального искусства имени народного артиста СССР И. Д. Кобзона.

## Политическая позиция
В марте 2022 года Мищенко поддержал военное вторжение России на Украину.

## Награды и звания
- 2001 — Заслуженный артист Российской Федерации — за заслуги в области искусства[5].
- 2011 — Орден Дружбы — за большие заслуги в развитии отечественной культуры и искусства, многолетнюю плодотворную деятельность[6].
- 2015 — Почётная грамота Совета МПА СНГ (Межпарламентская ассамблея СНГ) — за активное участие в проведении международного телекинофорума «Вместе», вклад в укрепление дружбы между народами государств — участников Содружества Независимых Государств[7].
- 2024 — Орден Почёта — за большой вклад в развитие отечественной культуры и искусства, многолетнюю плодотворную деятельность[8].

## Роли в театре
- 1981 — М. Рощин «Спешите делать добро» — Серёжа
- 1981 — В. Шукшин «А поутру они проснулись» — урка
- 1981 — М. Булгаков «Кабала Святош» — монах / сапожник
- 1981 — А. П. Чехов «Вишнёвый сад» — Епиходов
- 1982 — В. Розов «Вечно живые» — Степан
- 1982 — Г. Соколова «Дороже жемчуга и злата» — Генрих
- 1982 — А. П. Чехов «Три сестры» — офицер
- 1983 — В. Гуркин «Любовь и голуби» — Лёнька
- 1983 — Н. В. Гоголь «Ревизор» — Хлестаков
- 1984 — Г. Бакланов «Навеки девятнадцатилетние» — Старых
- 1984 — А. Гельман «Обратная связь» — Ерёмин
- 1984 — Г. Ибсен «Доктор Стокман» — Билинг
- 1985 — М. Е. Салтыков-Щедрин «Балалайкин и К°» — лакей
- 1985 — О. Куваев «Риск» — Муханов
- 1985 — М. Шатров «Большевики» — Гиль
- 1985 — М. Рощин «Эшелон» — Володя
- 1985 — авторский вечер артистов театра — «Дилетанты»
- 1987 — А. Галин «Стена» — Кирилл
- 1988 — Ч. Айтматов «Плаха» — Петруха
- 1988 — Ф. Соллогуб «Мелкий бес» — Рубилов
- 1989 — Е. Гинзбург «Крутой маршрут» — Бикчентаев
- 1991 — Л. Андреев «Анфиса» — гость
- 1996 — Н. Климонтович «Карамазовы и ад» — незаконный Смердяков
- 1999 — Э. М. Ремарк «Три товарища» — Биндинг
- 2001 — Л. Филатов «Ещё раз о голом короле» — первый министр
- 2012 — Майк Пэкер «Анархия» — Джон Смит (барабанщик)
- 2013 — А. Н. Островский «Горячее сердце» — Курослепов

## Фильмография

### Актёрские работы
| Год       |     | Название                                                     | Роль                                                                         |
| --------- | --- | ------------------------------------------------------------ | ---------------------------------------------------------------------------- |
| 1973—1983 | с   | Вечный зов                                                   | Ерёменко, шофёр Алейникова                                                   |
| 1980      | ф   | Спасатель                                                    | Виля                                                                         |
| 1981      | тф  | Наше призвание                                               | Николай Гудков в юности                                                      |
| 1981      | ф   | Пуговица / Pugowitza                                         | Леонид                                                                       |
| 1981      | ф   | В последнюю очередь                                          | Александр Иванович Смирнов, сыщик                                            |
| 1984      | тф  | Иван Павлов. Поиски истины                                   | Иван Павлов                                                                  |
| 1984      | ф   | Один и без оружия                                            | Константин Николаевич Воронцов                                               |
| 1985      | кор | Хочу тебе сказать…                                           | Василий                                                                      |
| 1985      | тф  | Большое приключение                                          | Алексей, водитель грузовика, дружинник                                       |
| 1986      | тф  | Я — вожатый форпоста                                         | Коля Гудков                                                                  |
| 1986      | тф  | За Ветлугой-рекой                                            | Алексей Горохов                                                              |
| 1986      | ф   | Я сделал всё, что мог                                        | Лёня Жилин                                                                   |
| 1988      | ф   | Долой коммерцию на любовном фронте, или Услуги по взаимности | снимался                                                                     |
| 1989      | ф   | А был ли Каротин?                                            | Цыба                                                                         |
| 1989      | ф   | Дежа вю                                                      | Костя, сотрудник гостиницы                                                   |
| 1989      | ф   | Счастливчик                                                  | снимался                                                                     |
| 1990      | ф   | Женский день                                                 | Боря                                                                         |
| 1990      | ф   | Дураки умирают по пятницам                                   | Андрей Обухов                                                                |
| 1991      | ф   | Плащаница Александра Невского                                | Аркадий «Воробей»                                                            |
| 1991      | мтф | Польская кухня / Kuchnia polska                              | советский солдат                                                             |
| 1991      | ф   | Похороны на втором этаже                                     | сержант                                                                      |
| 1992      | ф   | Детонатор                                                    | предводитель рокеров                                                         |
| 1993      | ф   | Мечты идиота                                                 | следователь                                                                  |
| 1993      | ф   | Чёрная акула                                                 | снимался                                                                     |
| 1993      | ф   | Эскадрон / Szwadron                                          | Немчук                                                                       |
| 1995      | с   | Дом                                                          | Вася                                                                         |
| 1996      | ф   | Возвращение «Броненосца»                                     | Кочура                                                                       |
| 1997      | ф   | Криминальный отдел                                           | снимался                                                                     |
| 1998      | ф   | Отражение                                                    | Тупиков                                                                      |
| 1998      | ф   | Крутые: смертельное шоу                                      | следователь                                                                  |
| 1999      | с   | Д. Д. Д. Досье детектива Дубровского                         | депутат Иван Коломиец                                                        |
| 2001      | с   | Московские окна                                              | Гладилин                                                                     |
| 2001      | тф  | Под Полярной звездой                                         | дядя Миша                                                                    |
| 2001      | ф   | Не покидай меня, любовь                                      | Геннадий Кисунько                                                            |
| 2002      | ф   | Солнечный удар                                               | Стас Крамаренко                                                              |
| 2002      | ф   | Маска и душа                                                 | Лев Борисович Каменев, председатель Моссовета                                |
| 2003      | с   | Лучший город Земли                                           | Гладилин                                                                     |
| 2003      | мтф | Родина ждёт                                                  | Казначеев                                                                    |
| 2003      | ф   | А поутру они проснулись                                      | Сухонький                                                                    |
| 2003      | с   | Русские в городе ангелов / Russians in the City of Angels    | Семякин                                                                      |
| 2004      | с   | Штрафбат                                                     | Родион Светличный, штрафник                                                  |
| 2004      | с   | Красная площадь                                              | Марат Светлов, полковник МУРа                                                |
| 2004      | ф   | Четыре таксиста и собака                                     | «Серый»                                                                      |
| 2004      | в   | Пограничный блюз / Border Blues                              | Семякин                                                                      |
| 2005      | ф   | Время собирать камни                                         | старшина без руки                                                            |
| 2006      | с   | Атаман                                                       | Шмырёв                                                                       |
| 2006      | ф   | Ванечка                                                      | руководитель пикета                                                          |
| 2006      | ф   | Девочки                                                      | снимался                                                                     |
| 2006      | ф   | Любовь и страхи Марии                                        | Сан Саныч Сладков, частный детектив                                          |
| 2006      | с   | Национальное достояние                                       | замполит Марченко                                                            |
| 2007      | с   | Маршрут                                                      | шутник                                                                       |
| 2008      | с   | Батюшка                                                      | Кондрат                                                                      |
| 2009      | с   | Хозяйка тайги                                                | Пётр Громов                                                                  |
| 2009      | мтф | Вердикт                                                      | Игорь Петрович Зябликов                                                      |
| 2011      | с   | Женские мечты о дальних странах                              | «Витаминыч», председатель правления Гавриловки                               |
| 2011      | мтф | Загадка для Веры                                             | Бурцев                                                                       |
| 2011      | мтф | Огуречная любовь                                             | Пётр Фаддеевич Ижменев                                                       |
| 2011      | с   | А счастье где-то рядом                                       | Григорий Хрущ                                                                |
| 2011      | с   | Морпехи                                                      | Василий Семёнович Смирнов                                                    |
| 2012      | с   | Защитница                                                    | Матвей Комиссаров, отец Маши                                                 |
| 2013      | с   | Любовь на миллион                                            | отец Олега Шишкина                                                           |
| 2013      | мтф | Особенности национальной маршрутки                           | директор автобазы                                                            |
| 2013      | с   | Убить Сталина                                                | старший майор госбезопасности Прохоров                                       |
| 2013      | с   | Оттепель                                                     | Цанин, следователь                                                           |
| 2014      | ф   | Две женщины                                                  | Афанасий Иванович Большинцов, сосед, 48 лет                                  |
| 2014      | мтф | Куприн                                                       | полковник Шульгович                                                          |
| 2015      | ф   | Частное пионерское 2                                         | начальник лагеря                                                             |
| 2015      | с   | Людмила Гурченко                                             | Иван Александрович Пырьев, режиссёр                                          |
| 2016      | ф   | Экипаж                                                       | Смирнов, работник аэропорта Внуково                                          |
| 2016      | ф   | Чемпионы: Быстрее. Выше. Сильнее                             | тренер Светланы Хоркиной                                                     |
| 2016      | с   | Научи меня жить                                              | Григорий Матвеевич Косарев                                                   |
| 2016      | с   | Выйти замуж за Пушкина                                       | Дмитрий Игнатьевич Катков, отец Максима                                      |
| 2018      | с   | Зорге                                                        | Клим Ворошилов                                                               |
| 2018      | с   | Крепость Бадабер                                             | министр обороны СССР маршал Сергей Соколов                                   |
| 2018      | ф   | Десять стрел для одной                                       | Пётр Маркович                                                                |
| 2018      | ф   | Семь пар нечистых                                            | Миронов                                                                      |
| 2019      | с   | Смотритель маяка                                             | полковник Илья Максимович Стародуб                                           |
| 2019      | с   | Душегубы                                                     | Алесь Петрович Василевич, заместитель генерального прокурора Белорусской ССР |
| 2019      | ф   | Клятва                                                       | начальник НКВД                                                               |
| 2020      | ф   | Стрельцов                                                    | Никита Сергеевич Хрущёв                                                      |
| 2020—2023 | с   | Новенькие                                                    | Леонид Петрович Бессонов, бывший владелец завода.                            |
| 2020      | ф   | Нужна невеста с проживанием                                  | Борис Евгеньевич, отец Дмитрия, скульптор                                    |
| 2020      | мф  | Огонёк-Огниво                                                | доктор (озвучивание)                                                         |
| 2020      | ф   | Подольские курсанты                                          | генерал-лейтенант Елисеев                                                    |
| 2021—2022 | с   | Берёзовая роща                                               | Коробков                                                                     |
| 2021      | ф   | Флэшмоб                                                      | режиссёр                                                                     |
| 2021      | с   | Игра с огнём                                                 | Василий                                                                      |
| 2022      | с   | Тверская                                                     | Иван Липранди                                                                |
| 2022      | ф   | Дорогие мама и папа                                          | психолог                                                                     |
| 2022      | кор | Письмо с твоей планеты                                       | дедушка                                                                      |
| 2022      | с   | В парке Чаир                                                 | Обухов, отец Алины                                                           |
| 2022      | ф   | Первый Оскар                                                 | директор студии                                                              |
| 2023      | ф   | Хоккейные папы                                               | снимался                                                                     |

#### Киножурнал «Фитиль»
| Год  |     | Название                    | Роль                                     |
| ---- | --- | --------------------------- | ---------------------------------------- |
| 2004 | кор | Семейный подряд (№ 4)       | старший лейтенант Борисов, инспектор ДПС |
| 2004 | кор | Служили два товарища (№ 11) | майор милиции                            |
| 2005 | кор | Перст судьбы (№ 58)         | майор милиции                            |
| 2006 | кор | Прадедовщина (№ 81)         | Имя персонажа не указано                 |
| 2006 | кор | Победитель (№ 85)           | полковник милиции                        |
| 2006 | кор | Экстрасенс (№ 91)           | сотрудник                                |
| 2006 | кор | Спецмашина (№ 102)          | Василий Константинович                   |
| 2006 | кор | Аллергия (№ 104)            | доктор                                   |
| 2007 | кор | Вспомнить всё (№ 114)       | губернатор                               |

| Год  |     | Название                        | Роль                            |
| ---- | --- | ------------------------------- | ------------------------------- |
| 2007 | кор | Невыносимой службы нет (№ 117)  | отец Степана                    |
| 2007 | кор | Жизнь или кошелёк (№ 134)       | муж                             |
| 2007 | кор | Тарифный план 02 (№ 142)        | полковник милиции               |
| 2007 | кор | Яма (№ 150)                     | «кинорежиссёр» / житель деревни |
| 2007 | кор | За примирением сторон (№ 157)   | майор милиции                   |
| 2008 | кор | С думой о людях (№ 162)         | депутат                         |
| 2008 | кор | Устранить неисправность (№ 174) | капитан Зверьков, инспектор ДПС |
| 2008 | кор | В бой идут одни кирпичи (№ 182) | полковник Мордунов              |
| 2008 | кор | Тихая охота (№ 187)             | «грибник»                       |

### Режиссёрские работы
- 1998 — Крутые: смертельное шоу
- 2006 — Атаман
- 2006 — Национальное достояние
- 2008 — Батюшка
- 2008 — Почтальон
- 2009 — Вердикт
- 2011 — А счастье где-то рядом
- 2013 — Как развести миллионера

### Продюсерские работы
- 2007 — Сашка, любовь моя
- 2008 — Батюшка
- 2008 — Почтальон
- 2013 — Особенности национальной маршрутки

## Клипы
- 2015 — «Там, где далеко» (исполняет группа «СерьГа»)

## Кинофестиваль
В 2007 году был председателем жюри Всероссийского Шукшинского кинофестиваля (в рамках Шукшинских чтений).

## Семья
Жена — Ольга Вихоркова, режиссёр, работает на телеканале «Культура». Познакомились в ГИТИСе.
Дочь — Дарья Мищенко (псевд. — Агния Бродская), род. 1980 — актриса, искусствовед, фотограф, реставратор, режиссёр. В 2003 году окончила школу-студию МХАТ (курс Дм. Брусникина и Р. Козака), училась в Венецианском университете и Римской киноакадемии. Снимается в кино с 2003 года. Снялась в фильмах отца «Национальное достояние», «Батюшка», «Почтальон». Проживает в Риме .